# Križopotje
Križopotje falu Horvátországban, Muraköz megyében. Közigazgatásilag Felsőmihályfalvához tartozik.

## Fekvése
Csáktornyától 7 km-re északnyugatra, községközpontjától Felsőmihályfalvától 3 km-re délkeletre a Muraközi-dombság területén fekszik.

## Története
Delejes (Dragoslavec Selo) egykori falurésze, melyet még a 2001-es népszámláláskor is hozzá számítottak. Újabban külön,  Felsőmihályfalva község tizenharmadik falujaként tartják számon.

## Külső hivatkozások
- Felsőmihályfalva község hivatalos oldala
- Felsőmihályfalva község a Muraköz információs portálján